# イタリアの警察
イタリアにおける法執行機関・警察機構は、所属の異なる複数の機関が、場合によっては重複する分野を管轄するなど複雑である。歴史的経緯もあり、国家レベルの警察組織のみでもカラビニエリ（国家憲兵）・国家警察（文民警察）・財務警察・監獄警察の4つが設置されている。その他に、地方自治体の警察組織として、県レベルの地方警察 (Polizia Provinciale)、コムーネレベルの自治体警察 (Polizia Municipale) がある。歴史的にはカラビニエリが1814年創設と最も古く、規模も大きい。以下で説明するように、任務や管轄などが重複する複数の組織が併存し、複雑な構成となっているが、制服や車両の配色はそれぞれ違うため、所属部署は一目で確認できる。

## カラビニエリ

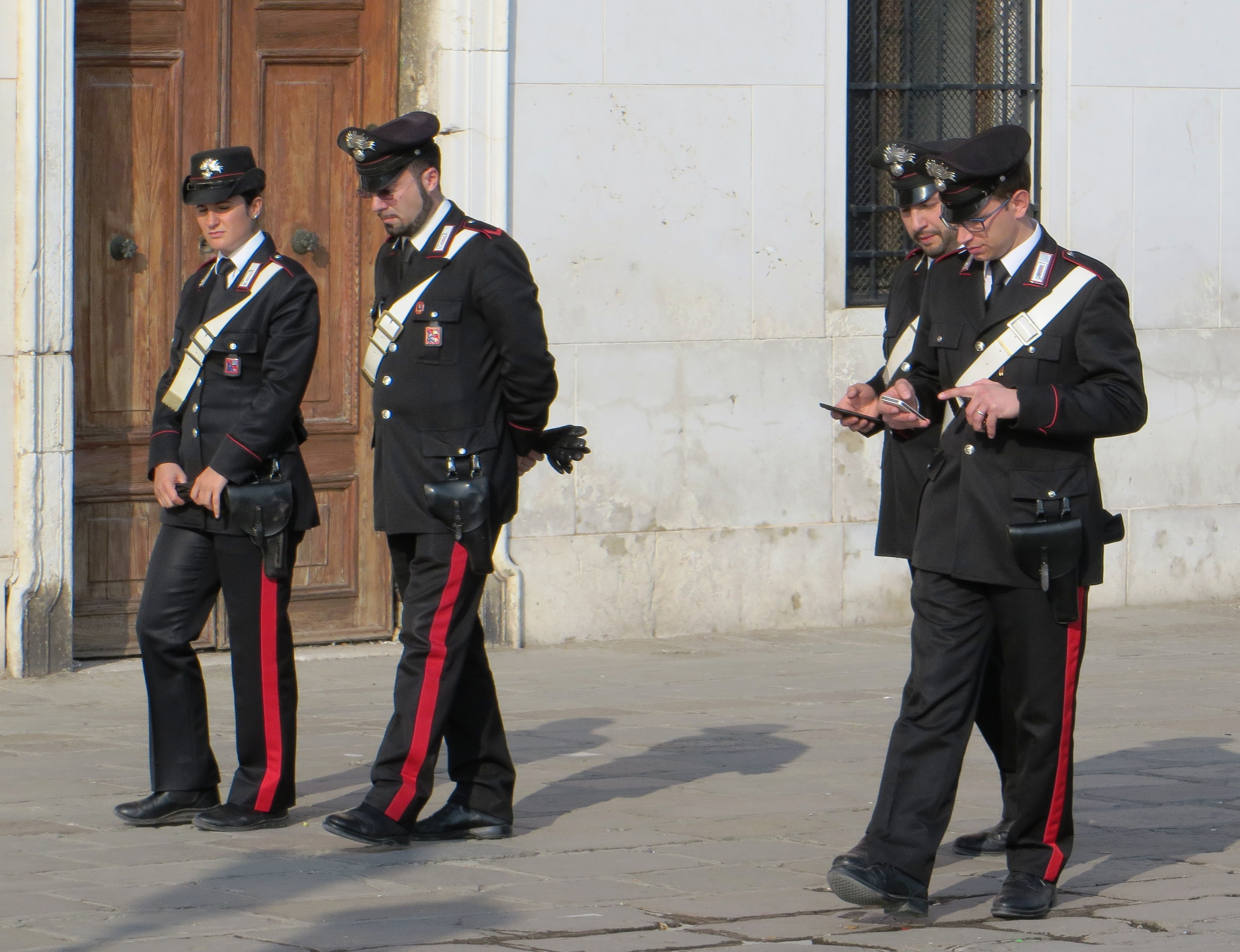
カラビニエリ

カラビニエリ (Arma dei Carabinieri) は国家憲兵であり、国防省に所属し警察として国内で治安維持などの職務を行う一方で軍事組織としてイタリア軍の一角も担っている。人員は約11万人。前身はサルデーニャ王国の竜騎兵部隊であり、1814年まで遡ることができる。イタリア軍の第4の軍であり、警察業務の他、憲兵業務も行う。軍事組織の一面を持ち、第一次世界大戦、第二次世界大戦にも投入された。国家憲兵としての性格を生かし、コソヴォやアフガニスタン、イラクにおける平和維持活動にも投入されている。組織管理面および軍事任務では国防省の指揮を受けるが、警察任務など、その他の業務については担当省庁の指揮を受ける。内務省の指揮を受け、主に重大事件などの警察業務を扱うほか、環境保護においては環境省の、在外公館保護においては外務省の指揮を受ける。また、儀仗用の騎兵部隊・コラッツィエリ (Corazzieri) もカラビニエリの部隊である。対テロ用特殊部隊として、特殊介入部隊 (GIS) を有する。制服および車両は黒を基調としたもの。緊急通報用電話番号は112。2017年から森林警察を隷下に置いている。

### 森林警備隊

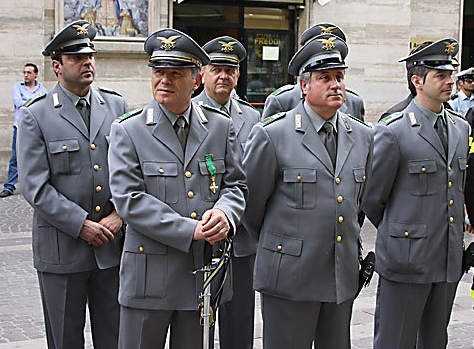
森林警備隊員

森林警備隊(Corpo forestale dello Stato)は、かつて農業食料森林省に所属していた文民の警察組織である。前身は1822年まで遡ることができる。
2016年12月31日に解隊され、隊員は全て軍に転籍してカラビニエリ隷下の森林・環境・農業保護隊(Comando unità per la tutela forestale, ambientale e agroalimentare)として吸収された。
国立公園を中心とする環境・野生生物保護、山火事消火や救難などの防災任務を行う。火災事件に対する捜査部門も有する。山火事に対する対策を重視しており、消火用航空機22機を保有する。緊急通報用電話番号は1515。

## 国家警察

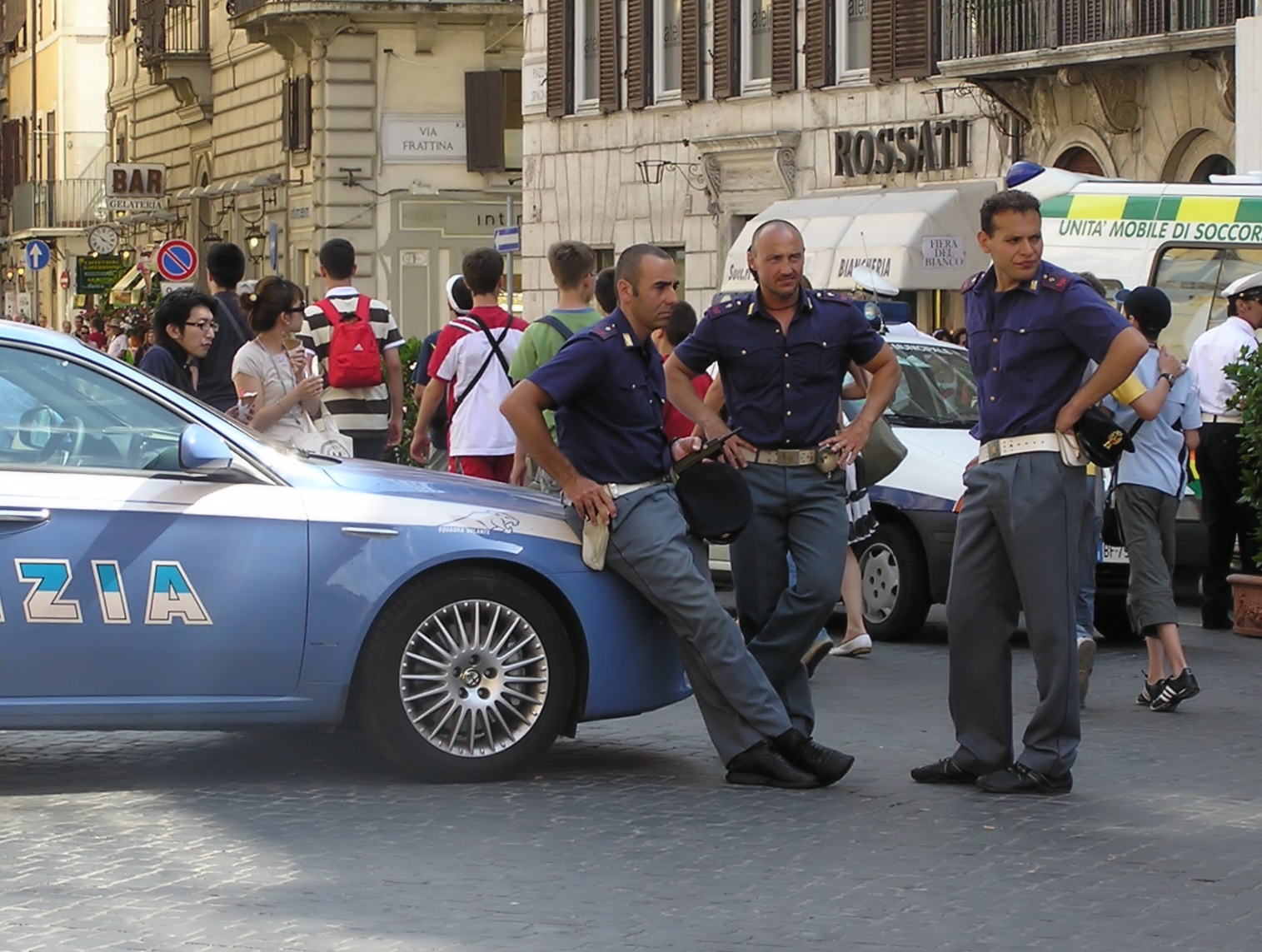
国家警察

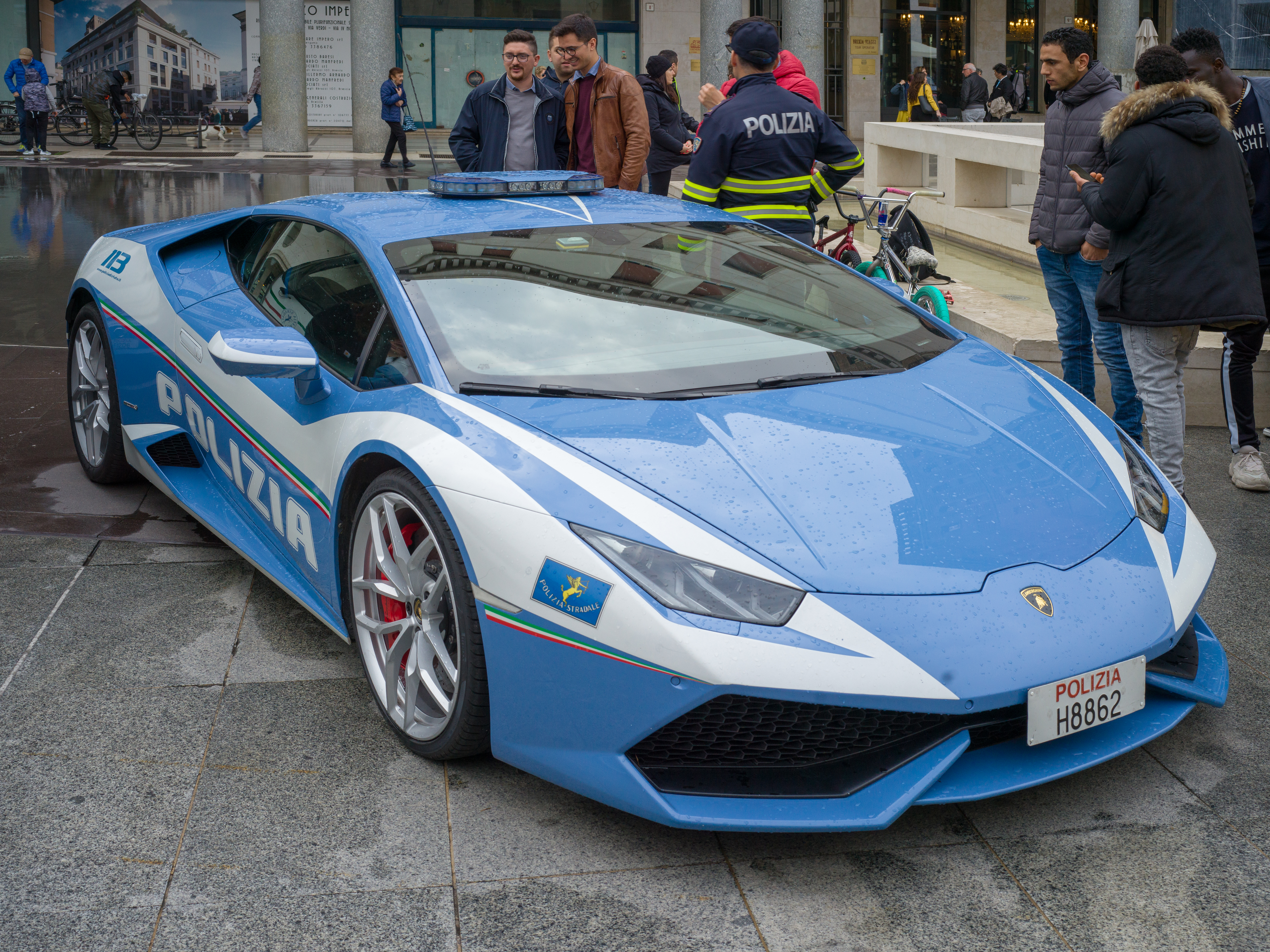
2014年からガヤルドに代わり導入されているランボルギーニ・ウラカンの高速パトカー

国家警察 (Polizia di Stato) は、内務省所属の文民組織。人員は約9万人。1852年にサルデーニャ王国に設立された治安維持部隊が前身である。設立時は軍事組織でもあったため、その後、第二次世界大戦にも投入されている。組織変遷を繰り返しているが、現在の文民組織となったのは、1981年のことである。主要業務として、軽犯罪のほか、交通事案、通信・インターネット犯罪事案、鉄道内における治安維持、山岳地帯における救難事案などを取り扱う。また、沿岸水域・国境近辺の警備も行う。特殊部隊として治安作戦中央部隊(NOCS)を有し、機動隊や音楽隊のほか、公園警備用の騎馬警官隊もある。スポーツ振興のためにフィアンメ・オーロ (Fiamme Oro) と呼ばれる体育部局を1954年に開設し、国内9ヶ所のナショナルセンターを拠点に、これまでにオリンピックにおいて50個以上のメダルを獲得した。制服および車両は紺および青を基調としたもの。緊急通報用電話番号は113。
組織構造
- 県警察本部(Questura)
- 機動隊(Reparti Mobili)
- 機動隊と113(Volanti e 113)
- 警察犬養成(Cinofili)
- 交通警察(Polizia Stradale)
- 爆弾処理班(Artificieri)
- 移民警察(Polizia dell’Immigrazione)
- 射撃班(Tiratori Scelti)
- 鉄道警察(Polizia Ferroviaria)
- 治安作戦中央部隊 (ノックス)(Nucleo operativo centrale di sicurezza(NOCS))
- 海上警察(Polizia di frontiera marittima)
- 科学捜査班(Polizia scientifica)
- 山岳警察(Polizia in Montagna)
- 音楽隊(Banda musicale della Polizia di Stato)
- 郵便及び通信警察(Polizia Postale e delle Comunicazioni)
- フィアンメ・オーロ(Gruppo Sportivo Fiamme Oro)
- 航空任務(Servizio Aereo)
- 騎馬隊(Reparto a Cavallo)
- 衛生任務(Servizio Sanitario)
- 情報処理センター(Centro Elaborazione Dati)
- 犯罪予防本部(Direzione centrale anticrimine)
- ゲーム及び賭博警察(Polizia dei giochi e delle scommesse)

## 財務警察

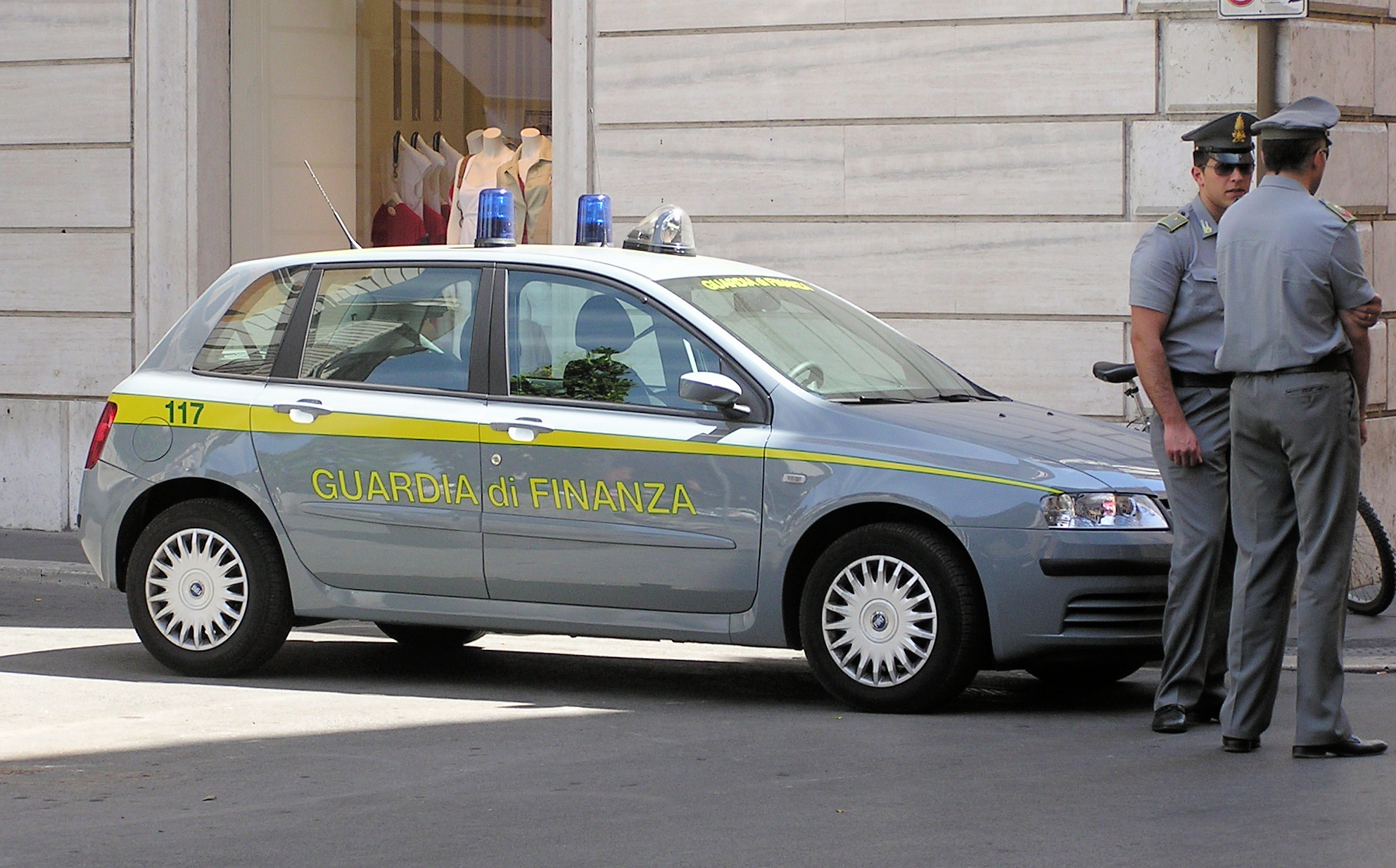
財務警察

財務警察 (Guardia di Finanza) は経済財政省の所属であり、脱税、密輸から麻薬取引などを中心に捜査している。諸外国の税関、禁制薬物取締機関、国税庁の執行部門に相当する。人員は約6万3千名。1774年10月5日にサルデーニャ王国で設立された国境警備部隊が前身となっている。経済犯罪、脱税事案、知的財産権事案、組織犯罪、サイバー犯罪、テロ資金供与事案、治安維持、税関任務、国境警備、不法移民事案を行う。国境警備隊や日本の海上保安庁に相当する沿岸警備隊としての側面もあり、準軍事組織となっている。そのため、第一次世界大戦及び第二次世界大戦の軍事活動にも参加している。約80機の航空機と300隻以上の船舶を有する。緊急通報用電話番号は117。
組織構造
- 財政警察(Polizia Finanziaria)
- 経済警察(Polizia Economica)
- 司法警察(Polizia giudiziaria)
- 公安警察(Polizia di Sicurezza)

## 監獄警察

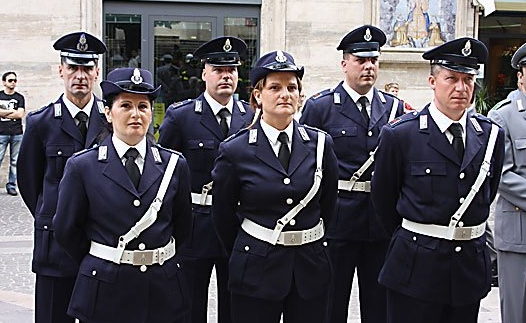
監獄警察

監獄警察(Polizia penitenziaria)は司法省所属の文民組織である。人員は約3万8千名。日本の刑務官に相当し、刑務所の警備・管理・運営および受刑者の移送を行う。組織の再編により1990年に設立された。

## 地方自治体の警察組織
県レベル

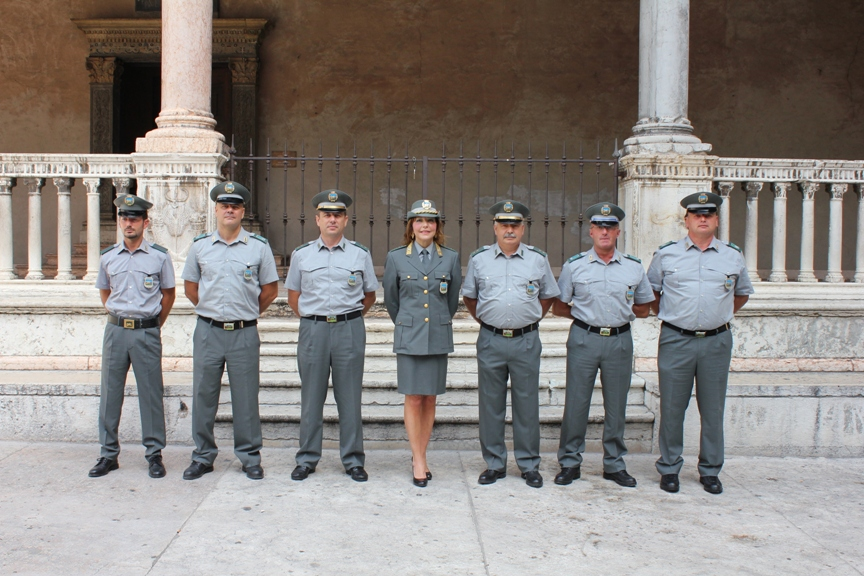
ヴェローナの地方警察

地方警察 (Polizia provinciale) は、違法な狩猟や釣りなどの取締を主な任務としている。
コムーネレベル

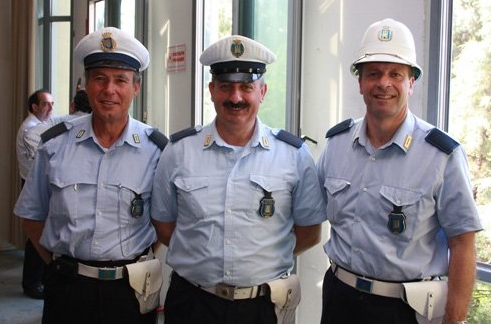
レンデの自治体警察

自治体警察 (Polizia Municipale) は軽犯罪や反社会的な傾向の事案を取り扱っている。

## その他
イタリア沿岸警備隊がイタリア海軍の傘下にあり、海上交通整理、捜索救難、漁業監視、不法移民に対する海上監視などを行っている。密輸などの海上治安事案について財務警察の担当となる。

## 機材

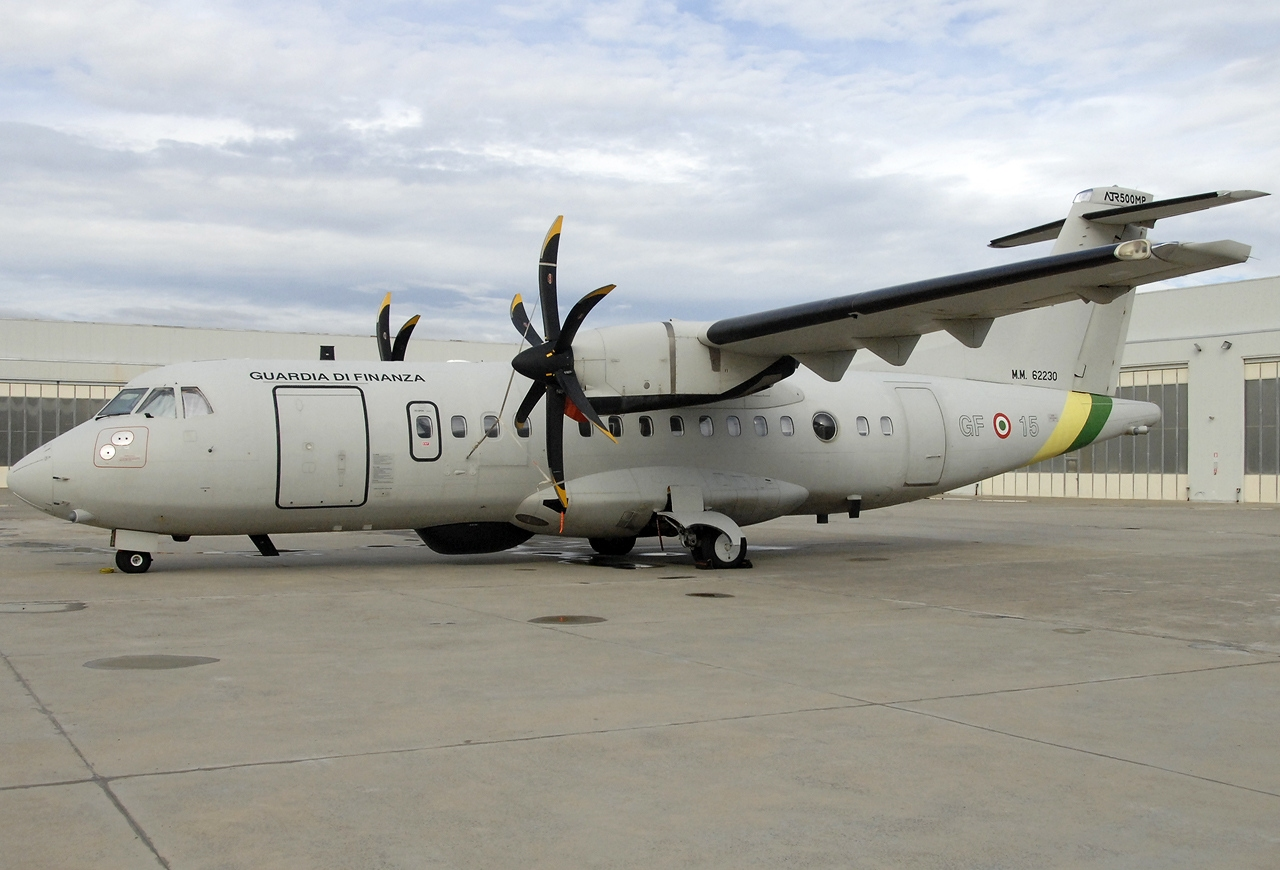
財務警察のATR 42 Surveyor

以前からパトカーの一定台数を外国メーカーに割り当てる方針があったが、2006年からは完全な競争入札制が導入されたため、プレミアムラインに比重を置くアルファロメオやフィアットなどの自国メーカーが減り、日本車が多く導入されている。採用されるのはSUVや安価なステーションワゴンなど、イタリアのメーカーには無かった車種が多い。
航空機はATRなどヨーロッパ系だけでなく、ベルなどアメリカ機もある。財務警察と沿岸警備隊ではそれぞれATR 42 Surveyorを導入しているが、財務警察は監視に特化した仕様、沿岸警備隊は救難活動に対応した仕様となっている。

## 連絡先電話番号
- 国家警察 - 113番、
- カラビニエリ - 112番
- 財務警察 - 117番